# 四翅月见草
四翅月见草（学名：Oenothera tetraptera）为柳叶菜科月见草属下的一个种。

## 扩展阅读
- 維基物種上的相關：四翅月见草